# Osel asijský
Osel asijský (Equus hemionus) se vyskytuje v jižní a střední Asii. Žije ve stádech převážně na stepích nebo v polopouštích blízko napajedel. Je označován jako poloosel protože vzhledem vypadá napůl jako osel ale napůl jako kůň. Velikost je 1–1,5 metrů, má až 25 cm dlouhou srst.
Osel asijský se vyskytuje v pěti poddruzích:
- Onager
- Kulan
- Džigetaj
- Khur
- Ašdari  †